# سیگت (نووی کنژواتس)
سیگت (به صربی: Siget) یک منطقهٔ مسکونی در صربستان است که در Novi Kneževac Municipality واقع شده‌است. سیگت ۲۴۷ نفر جمعیت دارد.